# Francesco Maria Preti

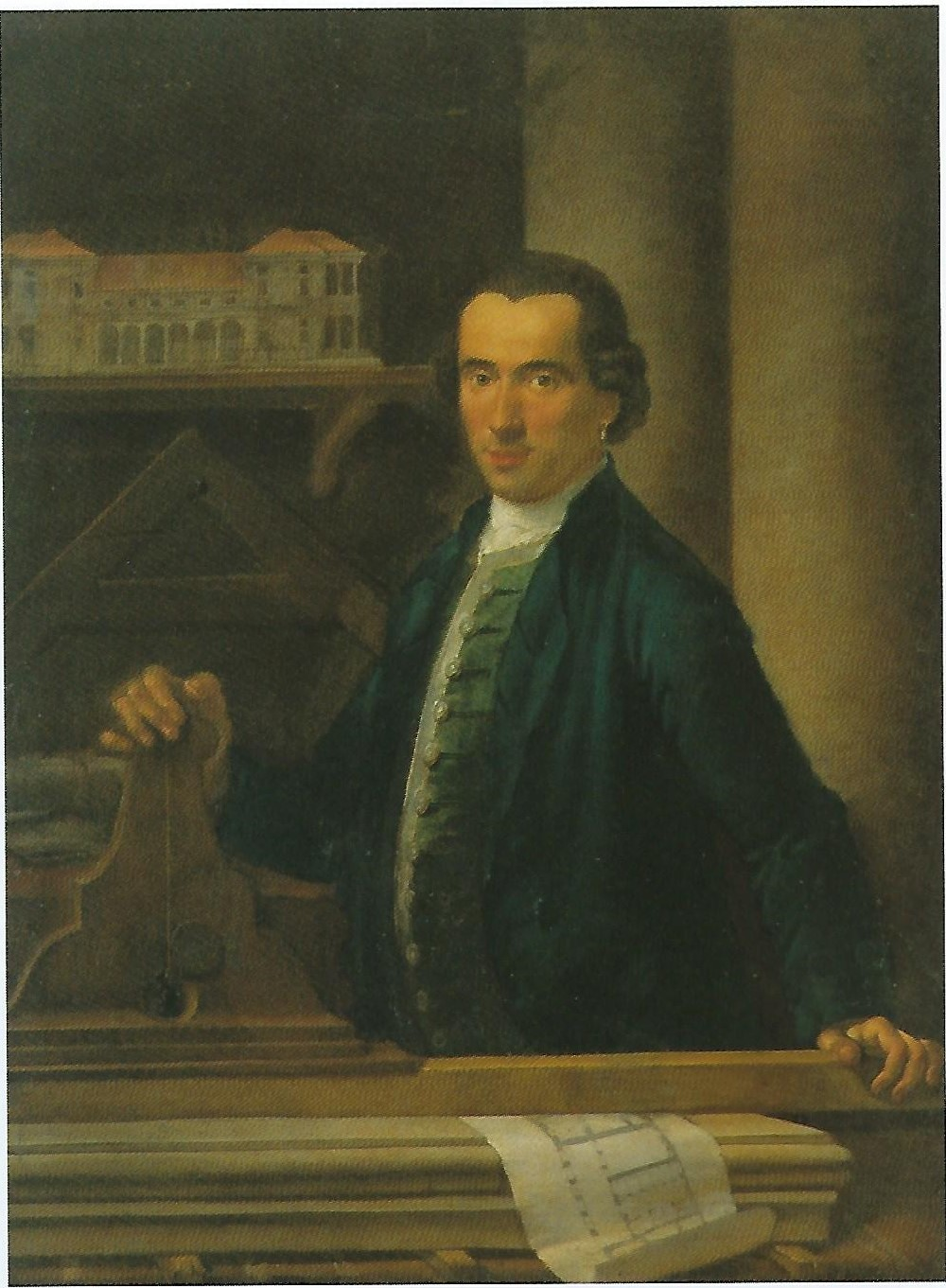
Francesco Maria Preti

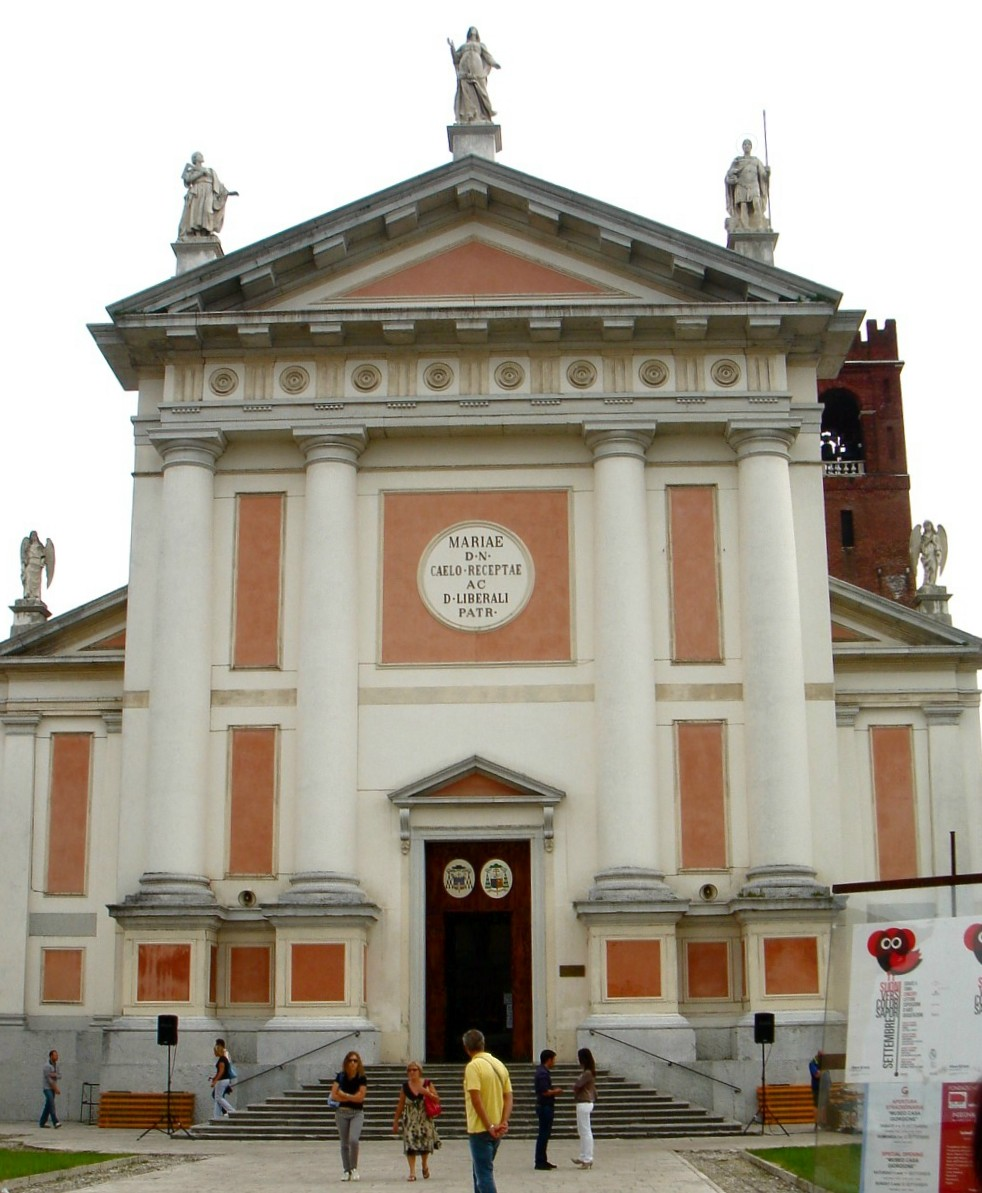
Der Dom Santa Maria Assunta e San Liberale von Castelfranco

Francesco Maria Preti (* 27. Juli 1701 in Castelfranco Veneto; † 23. Dezember 1774 ebenda) war ein italienischer Architekt. 
Zu seinen bedeutendsten Werken gehören die Villa Pisani in Stra sowie der Dom von Castelfranco, für den er 1723 die Pläne zeichnete. Preti entwickelte Andrea Palladios Grundsätze der harmonischen Proportionen weiter. Seine theoretischen Erkenntnisse wurden 1780 in den Elementi di architettura veröffentlicht.

## Werke
- Dom von Castelfranco (1723)
- Villa Pisani (Stra) (1732)
- Pfarrkirche in Vallà (1730er)
- Pfarrkirche in  Tombolo (1750)
- Theater von Castelfranco (1754)
- Pfarrkirche in Salvatronda (1751–76)
- Pfarrkirche in Caselle (1757)